# Dourges
Dourges – miejscowość i gmina we Francji, w regionie Hauts-de-France, w departamencie Pas-de-Calais.
Według danych na rok 1990 gminę zamieszkiwało 5806 osób, a gęstość zaludnienia wynosiła 554 osób/km² (wśród 1549 gmin regionu Nord-Pas-de-Calais Dourges plasuje się na 149. miejscu pod względem liczby ludności, natomiast pod względem powierzchni – na miejscu 297.).
W miejscowym kościele św. Stanisława znajduje się płaskorzeźbiony ołtarz Bożego Narodzenia z 1925 r. – dzieło polskiego rzeźbiarza Jana Szczepkowskiego.